# Hairspray: Soundtrack to the Motion Picture
Hairspray: Soundtrack to the Motion Picture ist das Soundtrack-Album des unter der Regie von Adam Shankman gedrehten Musical-Spielfilms Hairspray. Es erschien am 10. Juli 2007.

## Hintergründe und Inhalt
Auf Hairspray: Soundtrack to the Motion Picture lassen sich 19 Titel finden, die allesamt auch im zugrundeliegenden Film vorkommen, wobei die Lieder Come So Far (Got So Far Away), Cooties und Mama, I'm a Big Girl Now während des Abspanns gespielt werden. Die letzten beiden sind außerdem die einzigen, in denen auch Sängerinnen zu hören sind, die nicht Teil der Filmbesetzung waren: Cooties wird von Aimee Allen vorgetragen, während die Hauptdarstellerin Nikki Blonsky, die die Figur der Tracy Turnblad verkörpert, auf Come So Far (Got So Far Away) von Marissa Jaret Winokur und Ricki Lake unterstützt wird, die diese Rolle zuvor im Bühnenmusical bzw. im gleichnamigen Film von 1988 spielten. 16 der Musikstücke waren bereits in der Broadway-Show enthalten; drei sind Neukompositionen für den Film bzw. wurden zuvor nicht verwendet. Eine Collector's Edition des Werkes beinhaltet zusätzlich noch weitere Musikstücke, die im Film, aber nicht am Hauptalbum enthalten waren, sowie Outtakes und Karaoke Versionen. Marc Shaiman komponierte und produzierte sämtliche Titel, und schrieb gemeinsam mit Scott Wittman auch das Libretto. Aus dem Cast des Films sind Nikki Blonsky, James Marsden, Zac Efron, Michelle Pfeiffer, Brittany Snow, John Travolta, Elijah Kelley, Taylor Parks, Queen Latifah, Christopher Walken und Amanda Bynes auf dem Album als Interpreten zu hören.

## Musik und Texte
Die Lieder des Soundtracks sind fest in die Handlung des Filmes integriert und erzählen diese in den meisten Fällen weiter, anstatt sie zu unterbrechen. Sie werden somit von den Interpreten in-character vorgetragen, wobei bedingt durch die Geschichte des Werkes, die zu Teilen innerhalb einer Live-Fernsehshow angesiedelt ist, einige von ihnen als Revuenummern konzipiert sind. Sowohl inhaltlich als auch musikalisch zieht sich zudem das im Film zentrale Motiv der Bürgerrechtsbewegung und der Rassentrennung durch das gesamte Album. Neben dem für Musicals typischen „weißen“ Broadway-Stil und eurozentrischem Bubblegum Pop werden auch immer wieder traditionell afroamerikanische Musikstile wie Soul oder Gospel in die Lieder eingearbeitet. Die Umbruch- und Revolutionsstimmung der in den 60er Jahren spielenden Geschichte wird so auch musikalisch untermalt.

## Covergestaltung
Das Artwork der Standard Edition und jenes der Collector's Edition zeigen ein gänzlich anderes Motiv.
Die Standard Edition hat einen schwarzen Hintergrund. Etwas unter der Mitte des Covers steht quer in bunten, in ihrer Farbe verlaufenden Lettern der Titel des Filmes, darunter wesentlich kleiner in Weiß der Schriftzug „Soundtrack to the Motion Picture“. Ober und unter dem Albumnamen ist die Besetzung des Filmes, die auch zeitgleich die Lieder interpretiert, abgebildet. Die einzelnen Darsteller sind in unterschiedlich großen Rechtecken mit jeweils anderer Hintergrundfarbe zu sehen. Links von den Bildern stehen ihre Namen in Rosa. Ganz unten sind die Anmerkungen „Music by Marc Shaiman“ und „Lyrics by Scott Wittman & Marc Shaiman“ in Rosa und Weiß zu lesen.
Auf der Collector's Edition hat das Cover einen rosafarbenen Hintergrund. Am oberen Bildrand ist im selben bunten Schriftzug der Filmtitel zu lesen wie auf der herkömmlichen Version. Sowohl ober als auch unter ihm stehen die Namen der Schauspieler in Weiß und einem hellen Rosa. Weiter darunter steht etwas größer in Weiß „Collector's Edition Soundtrack“. In der unteren Hälfte des Artworks steht der Cast in einer Reihe nebeneinander. Seine Füße werden von einem lilafarbenen Balken verdeckt, in welchem in Rosa der Hinweis auf Komponist und Texter angebracht ist.

## Titelliste
| Nr. | Titel | Länge |
| --- | --- | ----- |
| 1.  | Good Morning Baltimore (Nikki Blonsky)                                                                         | 3:54  |
| 2.  | The Nicest Kids in Town (James Marsden)                                                                        | 2:42  |
| 3.  | It Takes Two (Zac Efron)                                                                                       | 3:04  |
| 4.  | (The Legend of) Miss Baltimore Crabs (Michelle Pfeiffer)                                                       | 4:08  |
| 5.  | I Can Hear the Bells (Nikki Blonsky)                                                                           | 4:14  |
| 6.  | Ladies' Choice (Zac Efron)                                                                                     | 2:28  |
| 7.  | The New Girl in Town (Brittany Snow)                                                                           | 2:16  |
| 8.  | Welcome to the 60's (Nikki Blonsky & John Travolta)                                                            | 5:13  |
| 9.  | Run and Tell That (Elijah Kelley & Taylor Parks)                                                               | 3:51  |
| 10. | Big, Blonde and Beautiful (Queen Latifah)                                                                      | 2:35  |
| 11. | Big, Blonde and Beautiful (Reprise) (John Travolta & Michelle Pfeiffer)                                        | 1:06  |
| 12. | (You're) Timeless to Me (John Travolta & Christopher Walken)                                                   | 4:47  |
| 13. | I Know Where I've Been (Queen Latifah)                                                                         | 4:13  |
| 14. | Without Love (Zac Efron, Nikki Blonsky, Elijah Kelley & Amanda Bynes)                                          | 3:40  |
| 15. | (It's) Hairspray (James Marsden)                                                                               | 2:20  |
| 16. | You Can't Stop the Beat (Nikki Blonsky, Zac Efron, Amanda Bynes, Elijah Kelley, John Travolta & Queen Latifah) | 5:25  |
| 17. | Come So Far (Got So Far to Go) (Queen Latifah, Nikki Blonsky, Zac Efron & Elijah Kelley)                       | 4:17  |
| 18. | Cooties (Aimee Allen)                                                                                          | 2:42  |
| 19. | Mama, I'm a Big Girl Now (Ricki Lake, Marissa Jaret Winokur & Nikki Blonsky)                                   | 3:19  |

| Nr. | Titel                                                 | Länge |
| --- | ----------------------------------------------------- | ----- |
| 1.  | I Can Wait (Nikki Blonsky)                            | 3:44  |
| 2.  | Breakout (Chester Gregory)                            | 3:03  |
| 3.  | Boink-Boink (Arthur Adams)                            | 2:04  |
| 4.  | Trouble on the Line (Corey Reynolds)                  | 2:02  |
| 5.  | Mr. Pinky's Theme                                     | 0:33  |
| 6.  | Mrs. Von Tussle Says (Pattie Darcy & Marc Shaiman)    | 2:24  |
| 7.  | Save Your Applause 'Til the End (Christine Ebersole)  | 2:55  |
| 8.  | Turn Back the Hands of Tine (Jennifer Lewis)          | 3:02  |
| 9.  | Timeless to Me (Nathan Lane)                          | 4:03  |
| 10. | It Ain't Over 'Til the Fat Lady Sings (Keala Settle)  | 3:19  |
| 11. | It Doesn't Get Better Than This (Marc Shaiman)        | 3:05  |
| 12. | Ladies' Choice (Karaoke Instrumental)                 | 2:29  |
| 13. | Welcome to the 60's (Karaoke Instrumental)            | 5:01  |
| 14. | Run and Tell That (Karaoke Instrumental)              | 3:41  |
| 15. | You Can't Stop the Beat (Karaoke Instrumental)        | 5:25  |
| 16. | Come So Far (Got So Far to Go) (Karaoke Instrumental) | 4:20  |

## Kritik
Hairspray: Soundtrack to the Motion Picture erhielt positive Kritiken. Es wurde empfunden, dass durch das höhere Budget und die größere Freiheit, die man bei einem Filmsoundtrack im Gegensatz zu einem Broadway Cast Recording besitzt, Marc Shaiman seine Vision der Lieder auf dem Album am besten umsetzen konnte. Der ursprüngliche Geist der Originalgeschichte von John Waters würde sich in der Musik der Neufassung widerspiegeln und sich mit dem Glanz des Broadway-Stils vereinen; die schrulligen Texte und Performances wären auf freche Weise großartig. Man lobte, dass der Inhalt des Werkes eine gute Gelegenheit böte, mit seinen Kindern über die angesprochenen gesellschaftlichen Probleme zu diskutieren, ohne dabei jedoch jemals übermäßig mit erhobenem Zeigefinger vorzugehen. Stattdessen stünde der Spaß und eine gute Zeit durchwegs im Vordergrund, während die Botschaften verbreitet werden. Besonders hervorgehoben wurden die Gesangsleistung von Queen Latifah sowie Michelle Pfeiffers „teuflische“ Darbietung von (The Legend of) Miss Baltimore Crabs.

## Erfolg
Hairspray: Soundtrack to the Motion Picture war in manchen Ländern ein großer kommerzieller Erfolg. In den USA kletterte das Album auf Platz 2 der Charts und wurde mit einer Platin-Schallplatte ausgezeichnet. In Großbritannien reichte es für eine Goldene Schallplatte. Auch in Australien und Neuseeland erreichte es mit den Rängen 5 bzw. 7 Top-Ten-Platzierungen. Im deutschsprachigen Raum fielen die Verkäufe wesentlich schlechter aus: in Österreich wurde nur Platz 71 erreicht, in der Schweiz Platz 46. In Deutschland konnte es sich nicht in den Charts platzieren.